# Суадагдон
Суадагдон — река в России, протекает по территории Алагирского района республики Северная Осетия-Алания. Длина реки составляет 17 км.
Суадагдон начинается в буково-грабовом лесу между хребтами Тагарраг и Бахты-Лапарыраг. Течёт в общем северном направлении. В среднем течении имеет ширину 10 метров при глубине 30 см и каменистое дно. Устье реки находится в 11 км по правому берегу реки Хайдон, представляющей собой протоку Ардона у села Суадаг.

## Данные водного реестра
По данным государственного водного реестра России относится к Западно-Каспийскому бассейновому округу, водохозяйственный участок реки — Ардон. Речной бассейн реки — реки бассейна Каспийского моря междуречья Терека и Волги.
Код объекта в государственном водном реестре — 07020000112108200003313.